# Pergalumna decoratissima
Pergalumna decoratissima är en kvalsterart som beskrevs av Pérez-Íñigo och Baggio 1986. Pergalumna decoratissima ingår i släktet Pergalumna och familjen Galumnidae. Inga underarter finns listade i Catalogue of Life.